# Angela Jones
Angela Jones é uma atriz estadunidense. Nascida em Greensburg, na Pensilvânia, foi descoberta pelo diretor Quentin Tarantino através do curta Curdled, de 1991, dirigido por Reb Braddock. Tarantino, impressionado com sua performance, convidou-a para integrar o elenco de Pulp Fiction.
Em 2007, Saul Hudson, em sua biografia—"Slash"—, mencionou Angela, dizendo que, ao gravar a trilha sonora de Curdled, ele se envolveu com a atriz, tendo um rápido relacionamento com ela.
Angela aparece em Pulp Fiction como Esmarelda Villalobos, a taxista que auxilia na fuga de Butch Coolidge (Bruce Willis), o pugilista; ela ouvira no rádio que ele havia matado o seu adversário, e pergunta a ele como é a sensação de matar alguém. 